# Савченко, Евгений Николаевич
Савченко Евгений Николаевич (1909 — 1994) — украинский диптеролог, крупный специалист по комарам-долгоножкам (Tipulidae), описавший более 300 новых для науки видов, автор чётырёх монографий в серии Фауна СССР.

## Биография
1926 — окончил среднюю школу, работал чернорабочим на стройке.
1930 — препаратор: место работы — Зоологический музей Всеукраинской академии наук.
1933 — первая публикация (в соавторстве с Л. А. Шелюжко): «Обзор насекомых-вредителей махорки» (Тр. Всесоюзн. ин-та махорочной пром-сти. № 1. С. 202—217).
1935 — окончил экстерном биологический факультет Киевского университета (ныне Киевский национальный университет имени Тараса Шевченко), получил должность ассистента в Украинском институте сахарной свеклы.
1937 — защитил диссертацию (звание кандидат сельскохозяйственных наук присвоено в 1938 г.),
С началом войны остался в Киеве, оккупированном войсками нацистской Германии.
1942—1943 — энтомолог Киевской станции защиты растений: в связи с паникой в момент отступления германскими войсками осенью 1943 г. из Киева, собранная им коллекция пластинчатоусых жуков была полностью утрачена.
1944 — вернулся на прежнюю работу в Институт сахарной свёклы.
1947—1961 — работает в УкрНИИ социалистического земледелия (ныне Институт защиты растений УААН) старшим научным сотрудником и затем — зав. отделом защиты растений.
1961—1988 — старший научный сотрудник Института зоологии АН УССР (ныне Институт зоологии им. И. И. Шмальгаузена НАН Украины), являлся редактором значительного числа монографий в серии «Фауна України».
Несмотря на неповторимо-значительный вклад в науку, труды Савченко Е. Н. не были отмечены ни званиями, ни правительственными наградами (вероятная причина — оккупационный период в его биографии).
Просьбы выдающегося учёного о подготовке аспирантов-преемников в изучении комаров-долгоножек остались безответными. В этой связи особенно пронзительно звучит необычное посвящение его заключительной книги по этой группе: «Будущим исследователям типулоидных посвящает эту работу автор».
Прах ученого (по его завещанию) развеян в пойме реки Ирпень.

## Основные труды
1. Комары-долгоножки (сем. Tipulidae). Подсем. Tipulinae: род Tipula L. (часть 1). — М.-Л.: Изд-во АН СССР, 1961. — 488 с. (Фауна СССР. Нов. сер.; № 79. Насекомые двукрылые; Т. 2, вып. 3).
2. Комары-долгоножки (сем. Tipulidae). Подсем. Tipulinae: род Tipula L. (часть 2). — М.-Л.: Изд-во АН СССР, 1964. — 504 с. (Фауна СССР. Нов. сер.; № 89. Насекомые двукрылые; Т. 2, вып. 4).
3. Комары-долгоножки (сем. Tipulidae). Подсем. Tipulinae (окончание) и Flabelliferinae. — Л.: Наука, Ленингр. отд., 1973. — 283 с. (Фауна СССР. Нов. сер.; № 105. Насекомые двукрылые; Т. 2, вып. 5).
4. Комары-долгоножки семейства Tipulidae. Общая часть и начало систематической части. Подсем. Dolichopezinae, подсем. Tipulinae (начало). — Л.: Наука, Ленингр. отд., 1983. — 586 с. (Фауна СССР. Нов. сер.; № 127. Насекомые двукрылые; Т. 2, вып. 1-2).
5. Комары-лимонииды Южного Приморья. — Киев : Наукова думка, 1983. — 156 с., 17 л. ил. ; 26 см. В надзаг.: АН УССР, Ин-т зоологии им. И. И. Шмальгаузена. — Библиогр.: с. 151—155. — 500 экз.
6. Таксономия и зоогеография насекомых : Сб. науч. тр. / АН УССР, Ин-т зоологии им. И. И. Шмальгаузена; [Редкол.: Е. Н. Савченко (отв. ред.) и др.]. — Киев : Наукова думка, 1984. — 107 с., Рез. ст.: англ. — Библиогр. в конце ст. — 840 экз.
7. Комары-лимонииды фауны СССР : Определитель надвидовых таксонов с каталогизир. обзором видов / АН УССР, Ин-т зоологии им. И. И. Шмальгаузена. — Киев : Наукова думка, 1989. — 376, [1] с. : Библиогр.: с. 346—361. — Указ. латин. назв. комаров-лимониид: с. 362—375. — 700 экз. — ISBN 5-12-000292-7.